# ماریکا نینو
ماریکا نینو (یونانی: Μαρίκα Νίνου؛ ۱ ژانویه ۱۹۱۸ – ۲۳ فوریهٔ ۱۹۵۷) یک خواننده ارمنی-یونانی در سبک موسیقی «Rebetiko» بود. وی از میانه دهه ۱۹۴۰ تا ۱۹۵۷ میلادی فعالیت داشت.

## زندگی‌نامه
ماریکا نینو با نام اصلی «اوانجلیکا آتامیان» (یونانی: Ευαγγελία Αταμιάν) در تاریخ ۱ ژانویه ۱۹۱۸ در کنستانتینوپل به دنیا آمد. وی در ۲۳ فوریه ۱۹۵۷ در سن ۳۹ سالگی بر اثر بیماری سرطان در آتن درگذشت.